# Раубах
Раубах (њем. Raubach) општина је у њемачкој савезној држави Рајна-Палатинат. Једно је од 62 општинска средишта округа Нојвид. Према процјени из 2010. у општини је живјело 1.952 становника. Посједује регионалну шифру (AGS) 7138059.

## Географски и демографски подаци
Раубах се налази у савезној држави Рајна-Палатинат у округу Нојвид. Општина се налази на надморској висини од 220 метара. Површина општине износи 7,8 km². У самом мјесту је, према процјени из 2010. године, живјело 1.952 становника. Просјечна густина становништва износи 249 становника/km².